# 빈터투어역
빈터투어역(독일어: Bahnhof Winterthur)은 스위스 취리히주에 있는 빈터투어의 주요 기차역이다. 역은 스위스 국가 중요 문화재 목록에 등재되어 있다.
빈터투어는 스위스에서 5번째로 분주한 역이며, 취리히에 있는 스위스 최대 철도 중심지와 동부 스위스(장크트갈렌 및 샤프하우젠 등), 독일(뮌헨), 오스트리아(포어아를베르크) 사이의 주요 연결점이다. 이 역에는 취리히 교외 S-반 네트워크의 기차와 지역 및 도시 간 기차가 있으며 여객 열차가 모두 정차한다. 취리히 공항의 기차역인 취리히 플루크하펜과 직접 연결되어 시간당 7번의 이동 시간으로 15분 이내 거리에 있다. 취리히 중앙역까지는 시간당 최대 16개의 직행 연결편이 있으며, 가장 빠른 연결편은 22분이 소요된다. 역에는 9개의 트랙을 제공하는 5개의 표준궤 플랫폼이 있으며 지역 슈타트버스(STADTBUS) 빈터투어 네트워크와 지역 버스 서비스(예: 포스트버스 스위스)의 중심 노드이다. 빈터투어와 그 주변의 모든 대중교통은 취리히 통합 요금 네트워크 ZVV의 일부이다.

## 개요
빈터투어역은 도심의 북서쪽 가장자리 중앙에 위치해 있다.
1855년에 빈터투어에 최초의 임시 역 건물이 목재 골조 구조로 지어졌다. 건물의 디자인은 건축을 관리한 A. Beck이 맡았다. 건물은 1860년에 취리히시에 매각되었으며, 취리히시에서는 코른하우스(Kornhaus) 근처에서 건물을 옮기고 재건하고자 했다. 이 두 건물이 매우 유사하기 때문에 코른하우스비르트샤프트(Kornhauswirtschaft) 건설에 사용되었을 가능성이 크다.

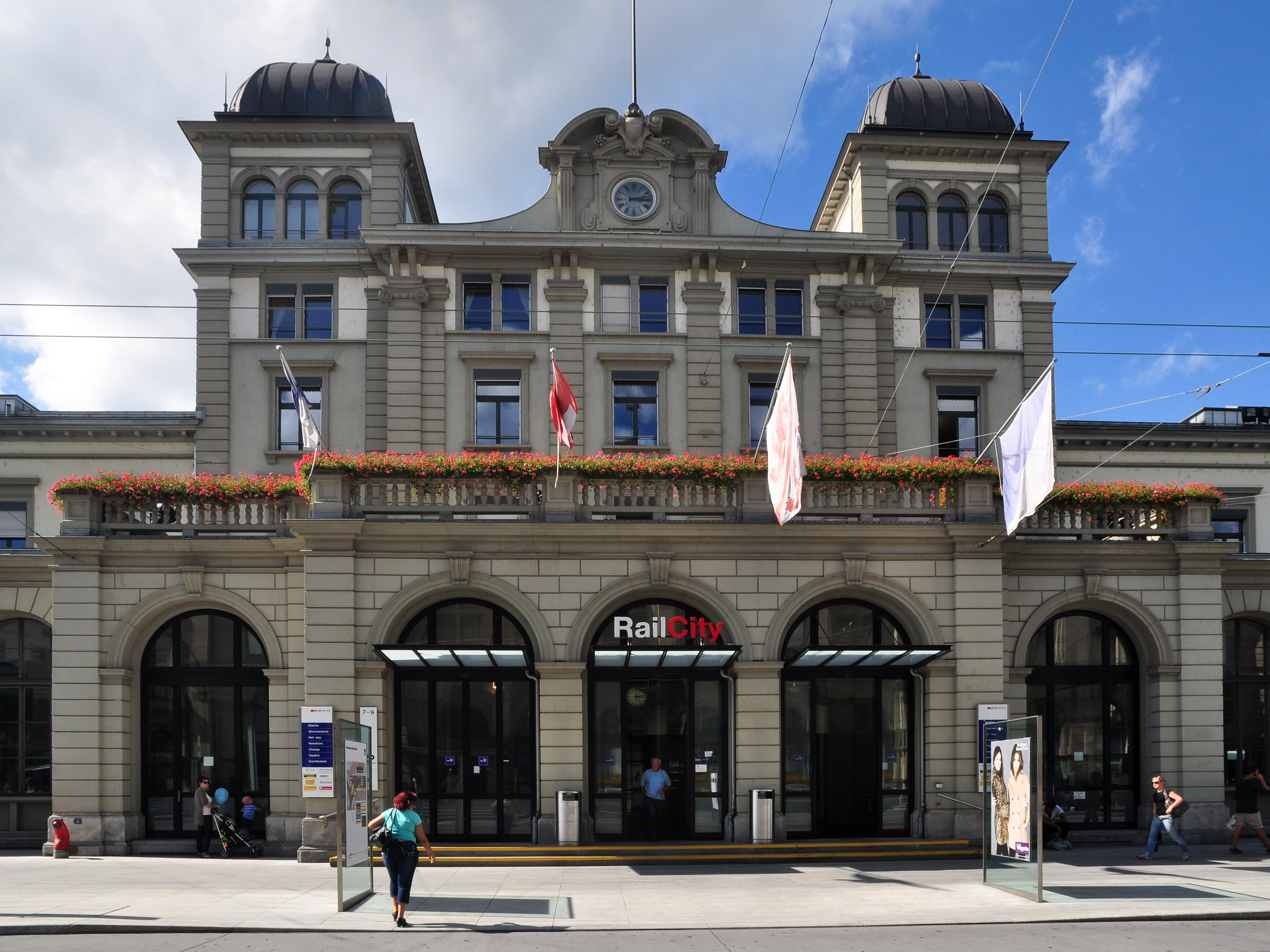
역사 입구, 2011

임시 건물이 개통된 지 5년 후, A. Beck과 함께 설계를 담당한 건축가 야콥 프리드리히 바너(Jakob Friedrich Wanner)의 지시에 따라 최초의 실제 역이 건설되었다. 빌더인 마이어(Meier)는 빈터투어에서 왔고, 기차 창고는 프르츠하임(Pforzheim)의 벤키저(Benkiser)라는 회사에서 지었다.  1875년에 빈터투어 작업의 시작과 함께 1875년에 첫 번째 확장이 완료되어 토스탈반(Tösstalbahn)과 나쇼날반(Nationalbahn)이 운영되었다. 이 확장은 새로운 대기실을 위한 공간을 만들기 위해 4개의 창 베이 너비와 동일한 역 건물의 양쪽 확장으로 구성되었다.
1894-96년의 추가 개조로 인해 역 건물이 현재 형태로 남게 되었다. 건축가 에른스트 융(Ernst Jung)과 오토 브리들러(Otto Bridler)가 제안한 이러한 개조는 르네상스 스타일의 역 건물을 만들었다. 스위스 연방 궁전이 템플릿으로 사용되었다.
1944년에 현재의 트랙 8과 9가 추가되었다. 1980년에 역은 퇴스탈선과 우편 열차에 사용되었던 2개의 선로(현재 플랫폼 1, 2)로 다시 확장되었다. 오늘날, 빌(Wil)로 가는 S-반 기차는 포스탈 기차 선로에서 출발한다.
1988년에는 2층짜리 주차장 데크가 역 마당 위에 지어졌다. 2000년에는 역 건물과 현재 Coop City 백화점이 된 EPA 백화점 사이에 스타토어(Stadttor) 빈터투어가 건설되었다.
중앙역(Hauptbahnhof) 또는 HB (주요 기차역의 경우)라는 용어는 역의 소유자이자 운영자인 스위스 연방 철도에서 더 이상 사용하지 않지만, 여전히 가끔 구어체로 사용된다. 역 이름은 역 표지판과 일정 정보에 빈터투어로 간단하게 표시되지만, 역 앞 버스정류장에는 하우프반호프(Hauptbahnhof)라는 이름이 여전히 사용된다.

## 트랙
빈터투어는 9개의 트랙이 있는 통과 역이며 그 중 트랙 1과 2만 베이 플랫폼이다. 이 두 승강장에서 S-반 열차는 토스탈(Tösstal)과 빌(Wil)로 출발한다. 장거리 열차는 역 중앙 홀에서 가장 가까운 3, 4, 5번 트랙에 정차한다.
취리히 방향 노선의 역 앞에는 구 물품 역이 있다. 1995-1996년에 문을 닫았고 오늘날에는 기차 보관용으로만 사용된다. 폐쇄된 구조를 대체하기 위해 오버빈터투어역에 유지 보수 시설이 건설되었다.

## 운행편
2020년 12월 시간표 변경에 따라 빈터투어에서 다음 서비스가 정차한다.
- 유로시티 : 취리히 중앙역과 뮌헨 중앙역 사이를 2시간 간격으로 운행한다.
- 인터시티 :
  - 제네바 공항 또는 로잔역와 장크트 갈렌 사이를 30분 간격으로 운행한다. 로르샤흐까지 매시간 운행.
  - 브리크와 로만스호른 사이에 매시간 운행.
- 인터레기오 :
  - 취리히 중앙역과 쿠어 사이를 매시간 운행.
  - 루체른과 콘스탄츠 간 매시간 운행.
- 취리히 S-반 :
  - S7: 취리히 중앙역을 경유하여 라퍼스빌까지 30분 간격 운행
  - S8: 페피콘 SZ까지 30분 간격 운행.
  - S11: 아라우와 조이차흐까지 매시간 운행; 빈터투어에서 빌라까지 러시아워 운행.
  - S12: 브루크 AG까지 30분 간격 운행/  샤프하우젠 또는 빌까지 매시간 운행.
  - S24: 추크까지 30분 간격 운행  / 타잉엔 또는 바인펠덴까지 매시간 운행.
  - S26: 뤼티 ZH까지 30분 간격 운행.
  - S29: 슈타인 암 라인까지 30분 간격 운행.
  - S30: 바인펠덴까지 매시간 운행 (S24와 결합해 30분 간격 운행).
  - S33: 샤프하우젠까지 매시간 운행 (S12나 S24와 결합해 20분마다 운행).
  - S35: 빌까지 매시간 운행 (S12와 결합해 30분 간격 운행).
  - S41: 뷜라흐까지 30분 간격 운행.

## 같이 보기
- 스위스의 철도